# Jausa
Jausa (Duits: Jause) is een plaats in de Estlandse gemeente Hiiumaa, provincie Hiiumaa. De plaats heeft de status van dorp (Estisch: küla).
Tot in oktober 2017 behoorde Jausa tot de gemeente Emmaste. Die ging in die maand op in de fusiegemeente Hiiumaa.

## Bevolking
De ontwikkeling van het aantal inwoners blijkt uit het volgende staatje:
| Jaar            | 2000 | 2011 | 2017 | 2019 | 2020 | 2021 |
| --------------- | ---- | ---- | ---- | ---- | ---- | ---- |
| Aantal inwoners | 128  | 92   | 120  | 116  | 116  | 90   |

## Ligging
De plaats ligt aan de Baai van Jausa  (Estisch Jausa laht) aan de zuidoostkust van het eiland Hiiumaa. Het riviertje Jausa jõgi komt bij Jausa in de baai uit.
De Tugimaantee 83, de secundaire weg van Suuremõisa via Käina naar Emmaste, komt door Jausa.
Jausa heeft sinds 1923 een baptistische kapel.

## Geschiedenis
Jausa werd in 1564 voor het eerst genoemd onder de naam Joosz dorp. In 1565 heette het Jaus by (by is Zweeds voor ‘dorp’). In 1587 heette het dorp Javsar of Jawsar, in 1688 Jaustakülla en in 1770 Iausa. In 1798 was het dorp gesplitst in Gros Jaust en Klein Jaust. In 1834 waren Groot- en Klein-Jaust weer één dorp geworden onder de naam Jauste. Het dorp lag op het landgoed van Putkaste en vanaf 1797 op dat van Aadma.
Het zuidwestelijk deel van Jausa wordt wel Remmaotsa genoemd.
De plaats heeft een haven gehad, van waaruit hout en aardappelen werden verscheept. Tussen 1865 en 1965 had Jausa een basisschool.